# Bruno Buch
Bruno Buch (* 7. Februar 1883 in Berlin; † 24. Januar 1938 ebenda, vollständiger Name: Carl-Emil Bruno Buch) war ein deutscher Architekt mit dem Arbeits-Schwerpunkt im Bereich der Industriearchitektur.

## Leben
Bruno Buch besuchte vom Wintersemester 1902/1903 bis zum Wintersemester 1904/1905 die Baugewerkschule Berlin und schloss im März 1905 seine Ausbildung als Bautechniker ab. Danach studierte er sieben Semester an der Technischen Hochschule (Berlin-)Charlottenburg. Seit 1910 arbeitete er selbständig. 1921 wurde Buch in den Bund Deutscher Architekten (BDA) berufen, seit 1927 war er Mitglied im Architekten- und Ingenieur-Verein zu Berlin.
Zwischen 1910 und 1938 baute er vor allem in Berlin und Umgebung. Weit über hundert Bauwerke finden sich in seinem Werkverzeichnis, meist Industriebauten. Sein bekanntestes Bauwerk in Berlin ist wohl der Flaschenturm (Flaschenkeller und Kühlhaus, 1929–1930) der ehemaligen Engelhardt-Brauerei auf Stralau. Auch die Groterjan-Brauerei (1928–1929) in Berlin-Gesundbrunnen und die Brotfabrik Schlüterbrot-Bärenbrot in Berlin-Tempelhof (1927/1928) sind nach seinen Plänen gebaut worden. Buch plante ebenfalls die Erweiterung der Sarotti-Fabrik (Ursprungsbau von Hermann Dernburg 1912, Erweiterung 1921–1923), sie gilt als erster monumentaler Geschossbau aus Stahlbeton in Berlin.
Sein Werk kann in drei gestalterische Phasen unterteilt werden. Anfangs bediente sich Buch noch historisierender Stilmittel, die er „mit einer originellen und eigenständigen Architektur“ verband. Nach dem Ersten Weltkrieg wurde seine Architektursprache zeitgemäßer und die Baukörper wurden kubischer, „neue konstruktive und künstlerische Ideen finden Ausdruck“. Der Flaschenturm auf Stralau stammt aus seiner letzten Schaffensphase, die „durch eine sachliche und überaus funktionale moderne Architektur gekennzeichnet“ war. Der Einfluss des Neuen Bauens zeigt sich vor allem in den späten Werken Buchs.

## Bauten und Entwürfe

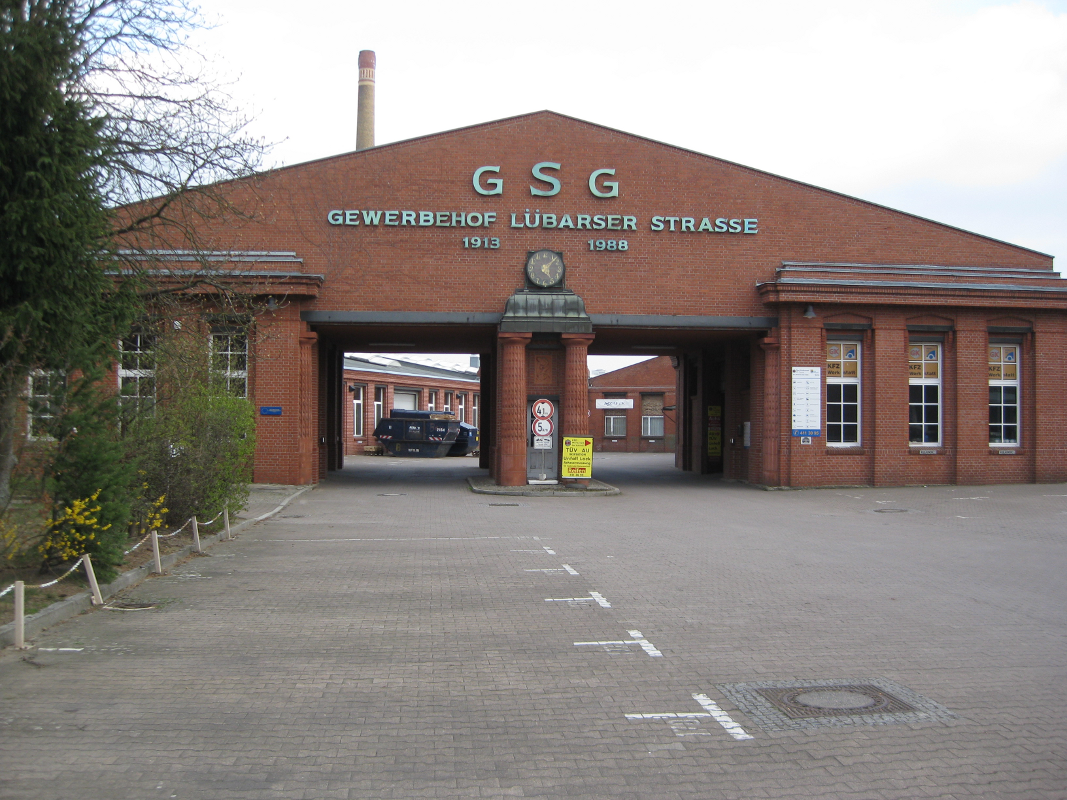
Torhaus der ehem. Fahrzeugfabrik F. G. Dittmann in Berlin-Wittenau, 1913–1914

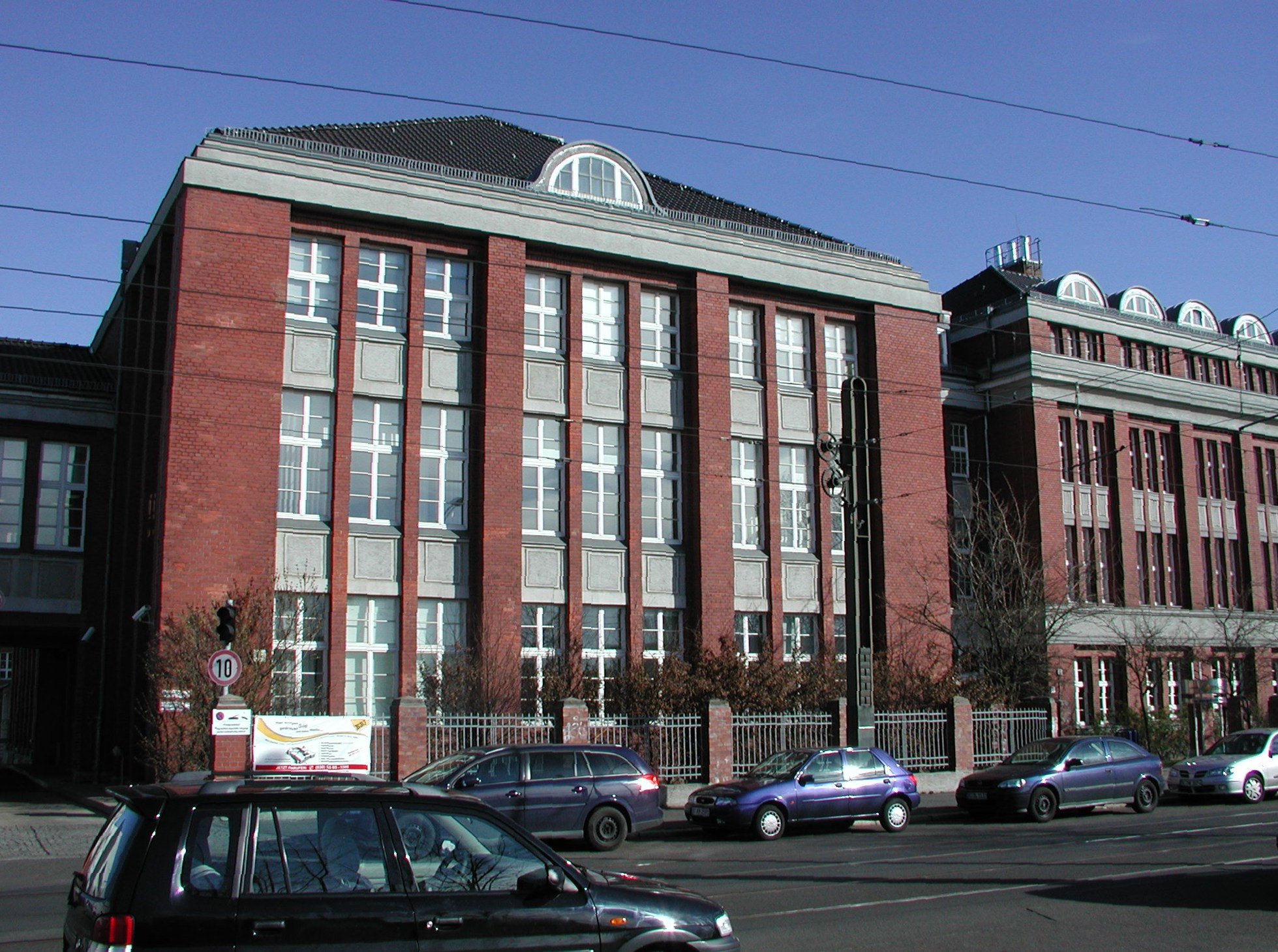
Heutiges „Corvushaus“ in Berlin-Lichtenberg, 1915–1916 für die AGA errichtet

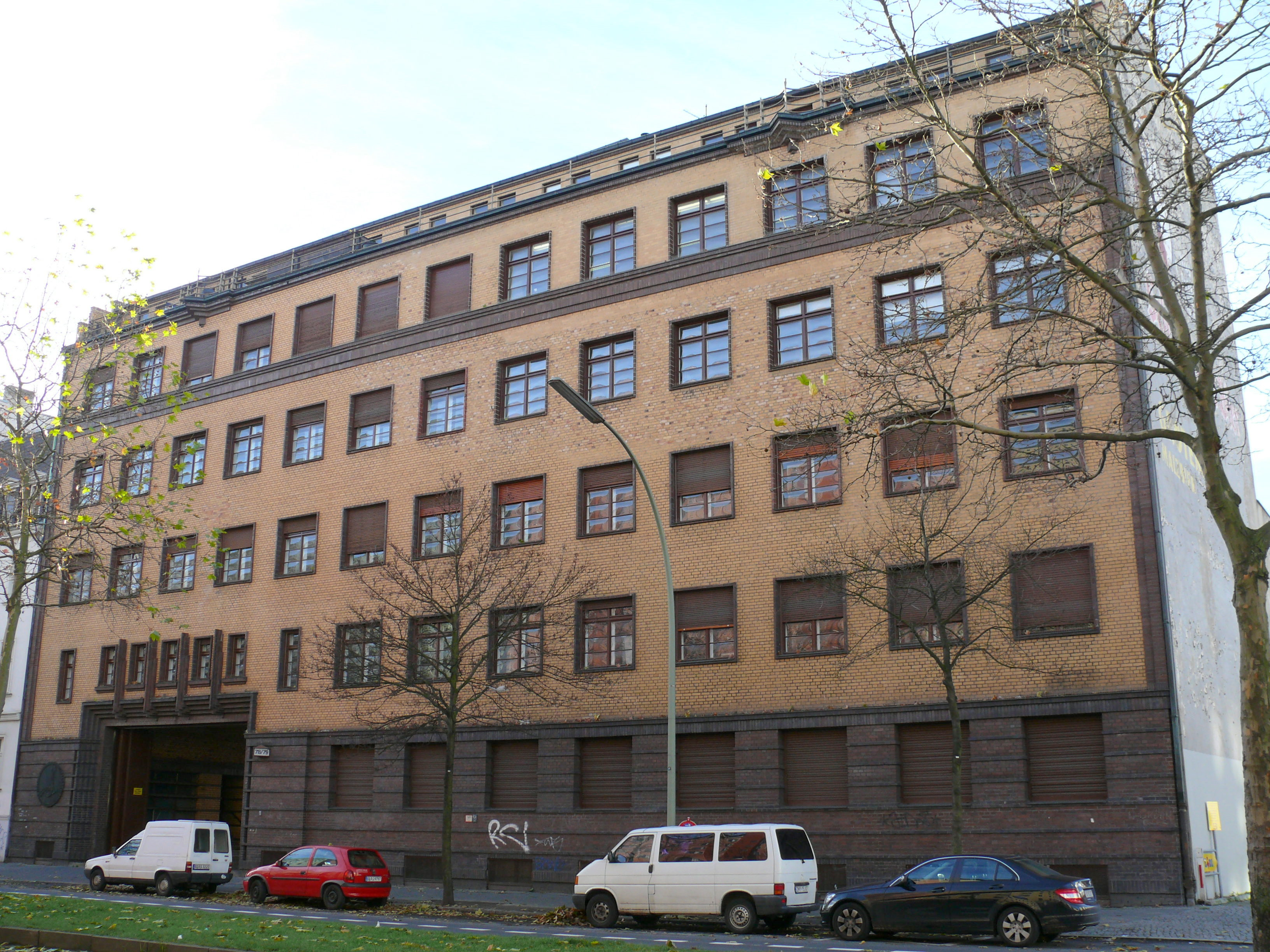
Industriedenkmal ehemalige Groterjan-Brauerei in der Prinzenallee in Berlin-Gesundbrunnen

- 1913: Studio 2 der UFA-Filmateliers in Berlin-Tempelhof, Oberlandstraße (unter Denkmalschutz)
- 1913–1914: Fahrzeugfabrik F. G. Dittmann in Berlin-Wittenau, Lübarser Straße 40–46 (unter Denkmalschutz)
- 1913–1917: Fabrikanlage und Werkssiedlung der Riebe-Kugellager- und Werkzeugfabrik GmbH in Berlin-Weißensee, Liebermannstraße
- 1914–1915: Fabrikhalle der Radialbohrmaschinenfabrik Hermann Schoening (RABOMA) in Berlin-Borsigwalde, Holzhauser Straße / Miraustraße (unter Denkmalschutz)
- 1915–1916: Fabrikanlage der Autogen-Gas-Akkumulator-AG (AGA) (seit 1920: Aktiengesellschaft für Automobilbau (AGA)) in Berlin-Lichtenberg, Herzbergstraße
- 1916–1917(?): Fabrikanlage der Berlin-Borsigwalder Metallwerke AG in Berlin-Borsigwalde
- 1917: Verwaltungsgebäude der Hüttenwerke Tempelhof A. Meyer in Berlin-Tempelhof, Germaniastraße 148/149
- 1917–1919: „Opelwerk Berlin“ der Adam Opel AG in Berlin-Schöneberg, Bessemerstraße (unter Denkmalschutz)[2]
- 1918: eigenes Wohnhaus („Landhaus Buch“) in Berlin-Steinstücken (unter Denkmalschutz)
- 1919–1920: Fabrikhalle der Ziehl-Abegg-Elektrizitätsgesellschaft mbH in Berlin-Weißensee, An der Industriebahn 12 (unter Denkmalschutz)
- 1921–1923: Bauten der Zuckerraffinerie Tangermünde Fr. Meyers Sohn AG in Tangermünde
- 1921–1923: Erweiterungsbauten der Sarotti AG in Berlin-Tempelhof, Teilestraße 13–16 (unter Denkmalschutz)[3]
- 1921–1923: Werk Berlin der C. D. Magirus AG in Berlin-Schöneberg, Bessemerstraße (nicht erhalten)
- 1924–1926: Modelltischlerei und das Modellagerhaus der Armaturen- und Maschinenfabrik Polte in Magdeburg[4]
- 1925–1926: Fabrikgebäude der Schokoladenfabrik „Feodora“ in Tangermünde
- 1925–1926: Verwaltungsgebäude der Sarotti AG in Berlin-Tempelhof, Teilestraße 13–16
- 1926: Erweiterungsbau der Glasfabrik Marienhütte in Berlin-Köpenick
- 1927: Großrundfunksender Zeesen bei Königs Wusterhausen
- 1927–1928: Großbäckerei Schlüter-Bärenbrot in Berlin-Schöneberg, Eresburgstraße / Alboinstraße / Magirusstraße (unter Denkmalschutz)[3]
- 1928–1929: Neubauten der Malzbierbrauerei Groterjan in Berlin-Gesundbrunnen, Prinzenallee und Travemünder Straße (teilweise erhalten und restauriert)
- 1928–1930: Fabrikgebäude für die AFA (heute BAE Batterien GmbH) in Berlin-Oberschöneweide, Ostendstraße 30–33
- 1929–1930: Flaschenturm der Engelhardt-Brauerei in Berlin-Stralau, Krachtstraße 9[5][6]
- vor 1930: Fabrikgebäude der Metallwarenfabrik Kallenbach, Meyer & Franke in Luckenwalde
- 1930–1931: Wohnheim (sogenanntes „Junggesellenwohnhaus“) in Berlin-Wilmersdorf, Nestorstraße 19/20 / Paulsborner Straße 17/18 (unter Denkmalschutz)
- 1935–1936: Verwaltungsgebäude der Ziehl-Abegg-Elektrizitätsgesellschaft mbH in Berlin-Weißensee, An der Industriebahn 13 (unter Denkmalschutz)
- 1936: Aufteilung in Einzelwohnungen in der Villa Habel in Berlin-Grunewald, Koenigsallee 30/32[7]

sowie:
- Fabrikgebäude der Dinse Maschinenbau AG
- Fabrikgebäude der Kessel- und Maschinenfabriken Rud. A. Hartmann